# Canthaxantine
Canthaxantine (E161g) is een natuurlijke kleurstof die door kippenvoer gemengd wordt, waardoor eidooiers oranjegeel kleuren.
De stof werd voor het eerst aangetroffen in cantharellen (Cantharellus cinnabarinus, eetbare paddenstoelen met een kenmerkende roze tot rode kleur). Later bleek ze ook voor te komen in de veren van flamingo's en andere exotische vogels en in sommige schaaldieren en vissen (kreeften, zalm, forel). Ze wordt geïsoleerd uit cantharellen of gesynthetiseerd uit bèta-caroteen.
Canthaxanthine wordt oraal ingenomen als middel om te bruinen zonder zon. Deze stof kan echter bij te grote inname beschadigingen geven aan het oog (canthaxantineretinopathie). Verder wordt de stof gebruikt om kweekzalm roder te kleuren zodat ze lijkt op natuurlijk gevangen zalm.